# Golden Spikes Award
De Golden Spikes Award wordt jaarlijks uitgereikt aan de beste amateur-honkbalspeler in de Verenigde Staten. Daarmee kan de prijs gewonnen worden door iedere speler die uitkomt op high school-, NAIA-, junior college- of NCAA-niveau. 
De prijs is een initiatief van USA Baseball (de honkbalbond van de Verenigde Staten) en wordt sinds 1978 uitgereikt aan de speler die zich als beste heeft getoond in zowel prestaties als sportiviteit. De prijs wordt beschouwd als de meeste prestigieuze die een amateurspeler kan winnen.
In de praktijk is de prijs pas één keer niet gewonnen door een speler uitkomend in een van de drie NCAA-divisies. Daarnaast was er slechts één winnaar die in Divisie 3 van de NCAA speelde. Alle andere winnaars speelden in NCAA Divisie 1.

## Winnaars
| Jaar | Speler            | Positie              | Universiteit                 |
| ---- | ----------------- | -------------------- | ---------------------------- |
| 1978 | Bob Horner        | Derde honk           | Arizona State                |
| 1979 | Tim Wallach       | Derde honk           | Cal State Fullerton          |
| 1980 | Terry Francona    | Eerste honk          | Arizona                      |
| 1981 | Mike Fuentes      | Buitenveld           | Florida State                |
| 1982 | Augie Schmidt     | Korte stop           | New Orleans                  |
| 1983 | Dave Magadan      | Derde honk           | Alabama                      |
| 1984 | Oddibe McDowell   | Buitenveld           | Arizona State                |
| 1985 | Will Clark        | Eerste honk          | Mississippi State            |
| 1986 | Mike Loynd        | Werper               | Florida State                |
| 1987 | Jim Abbott        | Werper               | Michigan                     |
| 1988 | Robin Ventura     | Derde honk           | Oklahoma State               |
| 1989 | Ben McDonald      | Werper               | LSU                          |
| 1990 | Alex Fernández    | Werper               | Miami-Dade Community College |
| 1991 | Mike Kelly        | Buitenveld           | Arizona State                |
| 1992 | Phil Nevin        | Derde honk           | Cal State Fullerton          |
| 1993 | Darren Dreifort   | Werper               | Wichita State                |
| 1994 | Jason Varitek     | Catcher              | Georgia Tech                 |
| 1995 | Mark Kotsay       | Buitenveld           | Cal State Fullerton          |
| 1996 | Travis Lee        | Eerste honk          | San Diego State              |
| 1997 | J. D. Drew        | Buitenveld           | Florida State                |
| 1998 | Pat Burrell       | Werper               | Miami                        |
| 1999 | Jason Jennings    | Werper               | Baylor                       |
| 2000 | Kip Bouknight     | Werper               | South Carolina               |
| 2001 | Mark Prior        | Werper               | Southern California          |
| 2002 | Khalil Greene     | Korte stop           | Clemson                      |
| 2003 | Rickie Weeks      | Tweede honk          | Southern                     |
| 2004 | Jared Weaver      | Werper               | Long Beach State             |
| 2005 | Alex Gordon       | Tweede honk          | Nebraska                     |
| 2006 | Tim Lincecum      | Werper               | Washington                   |
| 2007 | David Price       | Werper               | Vanderbilt                   |
| 2008 | Buster Posey      | Catcher              | Florida State                |
| 2009 | Stephen Strasburg | Werper               | San Diego State              |
| 2010 | Bryce Harper      | Catcher / Buitenveld | College of Southern Nevada   |
| 2011 | Trevor Bauer      | Werper               | UCLA                         |
| 2012 | Mike Zunino       | Catcher              | Florida                      |
| 2013 | Kris Bryant       | Derde honk           | San Diego                    |
| 2014 | A. J. Reed        | Eerste honk / Werper | Kentucky                     |
| 2015 | Andrew Benintendi | Buitenveld           | Arkansas                     |
| 2016 | Kyle Lewis        | Buitenveld           | Mercer                       |
| 2017 | Brendan McKay     | Eerste honk / Werper | Louisville                   |
| 2018 | Andrew Vaughn     | Eerste honk          | California                   |
| 2019 | Adley Rutschman   | Catcher              | Oregon State                 |
| 2020 | Niet uitgereikt   |                      |                              |
| 2021 | Kevin Kopps       | Werper               | Arkansas                     |
| 2022 | Ivan Melendez     | Eerste honk          | Texas                        |
| 2023 | Dylan Crews       | Buitenveld           | LSU                          |
| 2024 | Charlie Condon    | Derde honk           | Georgia                      |
| 2025 | Wehiwa Aloy       | Korte stop           | Arkansas                     |